# Högestads kyrka
Högestads kyrka är en kyrkobyggnad i Högestad och tillhör Ystad-Sövestads församling i Lunds stift.

## Kyrkobyggnaden
Kyrkan i romansk stil tillkom i slutet av 1100-talet. Tornet och trappgavlarna är från 1300-talet. 
En utvändig restaurering genomfördes vid slutet av 1890-talet och en invändig restaurering genomfördes på 1950-talet.

## Inventarier
- Stora kyrkklockan i malm är från 1500-talet.
- Predikstolen tillkom på 1600-talet.
- Triumfkrucifixet förvaras i Lund.
- Nuvarande dopfunt i kalksten är tillverkad 1899.

### Orgel
- 1862 byggde Johan Lambert Larsson, Ystad en orgel med 6 stämmor.
- 1920 byggde A. Mårtenssons Orgelfabrik AB, Lund en orgel med 12 stämmor.
- Den nuvarande orgeln byggdes 1973 av A. Mårtenssons Orgelfabrik AB, Lund och är en mekanisk orgel.

| Manual       | Pedal   |
| Gedackt 8´   | Bihängd |
| Rörpommer 4' |         |
| Principal 2' |         |
| Nasat 1 1/3' |         |